# Стратиоти
Стратиотите (на гръцки: Στρατιώτες/stratiotes; на албански: Stratiotët; на италиански: stradioti, stradiotti) са наемници от Балканския полуостров, сражавали се за разни държави от Южна и Централна Европа от XV век до средата на XVIII век.

## История
Тъждествено на еничарите, произхождат от рум миллета. Етимологията на стратиот сочи на селянин задължен с военна служба във Византия.
Стратиотите били леки кавалеристи. На бойното поле прилагат тактиката „удари и бягай“, използвайки засади, фалшиво отстъпление и други сложни маневри, което ги родее с акънджиите и само донякъде със спахиите, които са обаче тежки конници. Въпреки това, те успешно се противопоставят на френската тежка кавалерия по време на италианските войни.
Известно е, че са отрязвали главите на мъртвите и пленени врагове, тъй като техните командири (наричани капитани) плащали по дукат за глава.
Стратиотите използвали на въоръжение копия, мечове, ятагани, арбалети и ками. Тяхното облекло било смесица от византийски, европейски и османски дрехи. Първоначално бронята им била ризница, но с течение на времето станала по-тежка. Като наемници, стратиотите били платени само докато техните услуги били търсени в Европа. Първото документално свидетелство за наемни стратиоти датира от 1475 г. във Фриули от времето на венецианско-турската война (1463 – 1479). Оттогава Венецианската република съставя леката си кавалерия само от стратиоти, като тяхната численост възлиза на 2200 конници и още 8000 пехотинци, участвали в битката при Форново през 1495 г. По това време се намирали и стратиоти – мюсюлмани.

## Използване
Благодарение на Венеция, стратиоти били наети във всички европейски армии през XVI век. През 1497 г. Луи XII наема 2000 стратиоти, които били въоръжени с лъкове и аркебузи. Във Франция тези воини станали известни като естрадиоти и аргулети. Според едни данни от това време естрадиотите били наемници от средновековните албански владения, а аргулетите – от Аргос, т.е. от Елада.
 Естрадиотите носили шлем. Аргулетите били въоръжени с меч, булава и къс аркебуз и участвали в битката при Дре (1562). Корпусът им във Франция бил разформирован около 1600 г., когато и османските акънджии оредяли след битката при Гюргево.
В Италия стратиотите били на постоянна служба и в Неаполитанското кралство – от времето на Фернандо II.
През 1514 г. в Англия Хенри VIII наема стратиоти за борба с Шотландия. През 1540 г. стратиоти наел и Едуард Сиймур.
През XVII век ролята на този род войска намалява във връзка с масовото навлизане на огнестрелното оръжие. В Османската империя на мястото на акънджиите се появили сеймените и секбаните.
За последно стратиоти били използвани от Мария Терезия (Свещена Римска империя) по време на войната за австрийското наследство – срещу Прусия и Франция.

### Основна
- Bembi, Petri. Historiae Venetae.   Venetiis: Apud Aldi Filios,, 1551.На латински.
- Bembo, Pietro. Storia Veneta.   Venice, Italy, 1780. На италиански.
- De Commines, Philip. Memoirs.   1901. Излязла през 1524 г.
  - Battle of Fornovo: Memoirs, 1856 edition, London, vol. 2, p. 201.

### Допълнителна
- Bugh, Glenn Richard. Andrea Gritti and the Greek stradiots of Venice in the early 16th century. Т. 32.   Thesaurismata, (Bulletin of the Istituto Ellenico di Studi Bizantini e Postbizantini di Venezia), 2002. с. 81 – 94.
- Developing Cultural Identity in the Balkans: Convergence vs Divergence //   Peter Lang, 2005.
- English Historical Review. Shorter Notice. Greek Emigres in the West, 1400 – 1520. Jonathan Harris. Т. 115.   Oxford Journals, 2000. DOI:10.1093/ehr/115.460.192. с. 192 – 193.
- Downing, Brian M. The Military Revolution and Political Change: Origins of Democracy and Autocracy in Early Modern Europe.   Princeton University Press, 1992. ISBN 0-691-02475-8.
- Флоря, Борис Николаевич. Выходцы из балканских стран на русской службе //  Балканския исследования 3, Освободительные движения на Балканах.   Москва, 1978. с. 57 – 63.
- Folengo, Teofilo, Mullaney, Ann E. Baldo, Books 13 – 15.   Harvard University Press, 2008. ISBN 978-0-674-03124-1.
- Hammer, Paul E. J. Elizabeth's Wars: War, Government, and Society in Tudor England, 1544 – 1604.   Palgrave Macmillan, 2003. ISBN 0-333-91942-4.
- Higham, Robin D. S. A Guide to the Sources of British Military History.   Routledge & Kegan Paul, 1972. ISBN 0-7100-7251-1.
- Hoerder, Dirk. Cultures in Contact: World Migrations in the Second Millennium.   Duke University Press, 2002. ISBN 0-8223-2834-8.
- Howard, Michael. War in European History.   Oxford University Press, 2009. ISBN 978-0-19-954619-0.
- Monter, E. William. A Bewitched Duchy: Lorraine and its Dukes, 1477 – 1736.   Librairie Droz, 2007. ISBN 978-2-600-01165-5.
- Nicol, Donald MacGillivray. Byzantium and Venice: A Study in Diplomatic and Cultural Relations.   Cambridge, New York, Cambridge University Press, 1992. ISBN 0-521-42894-7.
- Nicol, Donald MacGillivray. The Byzantine Lady: Ten Portraits, 1250 – 1500.   Cambridge University Press, 1994. ISBN 0-521-45531-6.
- Nicol, Donald MacGillivray. The Immortal Emperor: The Life and Legend of Constantine Palaiologos, Last Emperor of the Romans.   Cambridge University Press, 2002. ISBN 0-521-89409-3.
- Nicol, Donald MacGillivray. The Byzantine Family of Kantakouzenos (Cantacuzenus) ca. 1100 – 1460: A Genealogical and Prosopographical Study.   Dumbarton Oaks Center for Byzantine Studies, Trustees for Harvard University, 1968.
- Hungary and the Fall of Eastern Europe 1000 – 1568 //   Osprey Publishing, 1988.[неработеща препратка]
- The Venetian Empire 1200 – 1670 //   Osprey Publishing, 1989.[неработеща препратка]
- Pappas, Nicholas C. J. Stradioti: Balkan Mercenaries in Fifteenth and Sixteenth Century Italy //   Sam Houston State University.  Архивиран от оригинала на 2015-09-24. Посетен на 2019-04-26.
- Сатас, Константин. Hellenika Anekdota (Volume 1).   1867. (на гръцки) Available online
- Setton, Kenneth M. The Papacy and the Levant (1204 – 1571): The Thirteenth and Fourteenth Centuries (Volume 1).   American Philosophical Society, 1976. ISBN 0-87169-127-2.
- Societa Italiana di Studi Araldici. Sul Tutto: Periodico della Societa Italiana di Studi Araldici, No. 3 //   2005.  Архивиран от оригинала на 2012-03-14. Посетен на 2019-04-26.
- Tardivel, Louis. Répertoire des emprunts du français aux langues étrangères.   Québec, Les éditions du Septentrion, 1991. ISBN 2-921114-51-8. (на френски)
- Wright, Diana Gilliland. Bartolomeo Minio: Venetian Administration in 15th-century Nauplion.   Washington D.C., The Catholic University of America, 1999.